# 增江
增江是珠江水系东江一的条支流，发源于韶关市新丰县七星岭，自北向南流经广州从化，惠州龙门、广州增城，在增城官海口附近汇入东江。地派水是增江的主要源头，地派水与蓝田水汇合后，形成增江主流，在龙门县永汉以上河段称龙门河或西林河，广州市从化区吕田镇三村大水桥以上河段称莲麻河，从永汉以下称为增江。增江全长189公里，流域面积达3160平方公里，其中龙门县境内占流域面积的67.8％。增江集雨面积在100平方公里的主要支流有8条，分别是：
- 惠州市龙门县境内：蓝田河、地派水、铁岗河、白沙河、永汉河、陈禾洞水
- 广州市增城区境内：派潭河、二龙河

## 水文特征
增江上游河道落差较大，水流湍急，水利资源丰富，河床以沙、卵石为主，河道迂回于山岭之间，峡谷较多。进处增城沙塘以下的珠江三角洲河网区后，河道变宽，流速减慢，且受东江河水和潮水影响。
增江流域年平均径流深1.29米，年径流量达39.68 亿立方米。

## 参看
- 南方网--广州的主要河流